# Altamont (Dakota du Sud)
Pour les articles homonymes, voir Altamont (homonymie).
La ville américaine d’Altamont est située dans le comté de Deuel, dans l’État du Dakota du Sud. Lors du recensement de 2010, sa population s’élevait à 34 habitants.

## Histoire
La localité est fondée en 1880. Elle doit son nom à sa situation au sommet des collines environnantes ou à Ed Altamont, un fermier local.

## Démographie
| 1910 | 1920 | 1930 | 1940 | 1950 | 1960 |
| ---- | ---- | ---- | ---- | ---- | ---- |
| 110  | 116  | 123  | 144  | 76   | 77   |

| 1970 | 1980 | 1990 | 2000 | 2010 | - |
| ---- | ---- | ---- | ---- | ---- | - |
| 54   | 58   | 48   | 34   | 34   | - |